# Постметал
Постме́тал — музыкальный жанр, корни которого лежат в метале, но который исследует подходы, выходящие за рамки традиционных металлических традиций. Он появился в 1990-х годах благодаря таким группам, как Neurosis и Godflesh, которые преобразили металлическую текстуру посредством экспериментальной композиции. Подобно предшествующим жанрам — построку и постхардкору, — постметал компенсирует мрачность и интенсивность экстремального метала, делая акцент на атмосфере, эмоциях и даже «откровении», развивая экспансивное, но интроспективное звучание, в разной степени пронизанное элементами эмбиента, нойза, психоделии, прогрессива и классической музыки, а также часто шугейза и арт-рока. Песни, как правило, длинные, со свободной и многослойной структурой, в которой форма «куплет-припев» отходит на второй план, отдавая предпочтение крещендо и повторяющимся темам. Звучание сосредоточено на гитарах (подвергнутых различным эффектам) и барабанах, в то время как любой вокал часто, хотя и не всегда, исполняется скримингом или гроулом и напоминает дополнительный инструмент.
Постметал связан с другими экспериментальными стилями метала: авангардным металом, дроун-металом, прогрессивным металом и индастриал-металом. Его также называли металгейзом (англ. metalgaze) и арт-металом (англ. art metal), что подчёркивает его связь с шугейзом (стилем инди-музыки, родственным построку) и арт-музыкой соответственно. Современный постметал, первопроходцами которого были такие разные группы, как Isis, Agalloch, Boris, Pelican, Jesu, Wolves in the Throne Room и Russian Circles, обычно использует глубокую тяжесть дум-метала и сладж-метала и/или тёмную свирепость блэк-метала. Широкое признание Deafheaven, которые стали преемниками Alcest в объединении блэк-метала и шугейза (фьюжн, прозванный блэкгейзом), сделало этот глобальный пост-металлический андеграунд более заметным.

## История

### Предшественники
Основу постметала заложили в 1980-х и начале 1990-х годов различные исполнители (в основном в США), сочетающие звучание хеви-метала и панк-рока с «авангардной чувствительностью», такие как Melvins (особенно в альбоме 1991 года Bullhead), The Flying Luttenbachers, Джастин Бродрик из Napalm Death и Godflesh, Swans, Gore, Last Exit, Гленн Бранка, Rollins Band и Fugazi. Альбомы Helmet Meantime (1992) и Betty (1994) также были значимыми, в то время как музыку Tool описывали как постметал ещё в 1993 году. Многие из этих исполнителей вышли из кругов хардкор-панка и пост-панка, но их сочетание звуковой агрессии с экспериментами и эклектикой затрудняло их отнесение к какому-либо одному жанру.

## Особенности жанра
Пост-метал представляет собой смесь таких жанров, как пост-рок и метал. В жанре представлены искаженный звук гитар, гортанный вокал от метала с одной стороны и чистый инструментализм пост-рока с другой. Скорость музыкальных композиций обычно находится в пределах от медленного до среднетемпового исполнения. 
Альбом Panopticon (2004) группы Isis — один из первых примеров пост-металлического звучания. Пост-рок элементы хорошо заметны в контрасте между спокойными мелодичными пассажами и агрессивными дисторшн-выпадами. Подобную музыкальную структуру можно услышать на втором альбоме группы Pelican, выпущенном в 2005 году — The Fire in Our Throats Will Beckon the Thaw, который также сфокусирован на постепенной эволюции структуры композиций.
Обычно инструментальный набор пост-метал команды включает две или три гитары, бас-гитару, синтезатор, ударную установку. Существует множество полностью инструментальных групп, таких как, например, Pelican.

### Вокал и лирика
Основная философия пост-метала в том, что целое больше суммы его частей. В соответствии с этим принципом, музыкальные инструменты обычно равно представлены в композициях. Вокал часто слабо выразителен на фоне других инструментов, и в большинстве случаев исполняется в стиле хардкора, т.е скорее гортанный и кричащий чем рычащий или пронзительно кричащий как например в дэт-метале и эмо направлении соответственно. Лирика покрывает широкий круг проблем, таких как, например метафизические или экзистенциальные вопросы, акцентируя внимание на глобальных проблемах, в противопоставлении глубоко личным или явно аллегоричным вопросам. Также лирика включает темы политической неудовлетворенности и критики стадного менталитета.

### Структура
С точки зрения формы композиций, пост-метал больше тяготеет к пост-року, чем металу: характерные продолжительные крещендо и диминуэндо (возможное их многоразовое применение, т. н. «волновая драматургия»), на одной теме (или на одной гармоничной последовательности), тогда как heavy metal большей частью использует куплетную форму. Как отмечал Аарон Тернер, «стандартная песенная форма куплет-припев-куплет-припев уже была столько раз сделана и переработана, что сохранять верность ей выглядит бессмысленным, когда существует столько путей для исследования». Результатом этого стали довольно продолжительные композиции, обычно в пределах 6-11 минут. Поэтому типичный пост-метал трек не вписывается в привычные радио- или коммерческие стандарты. Также альбомы составляются как квази-концептуальные и оказывают наибольшее влияние при полном прослушивании. Кроме того, нередко альбомы воодушевлены литературными влияниями, (примером может служить At the Soundless Dawn группы Red Sparowes). В какой-то мере это также роднит пост-метал с современными академическими музыкантами, в частности, минималистом Стивом Райхом и Джоном Кейджем.
Часто пост-металическая композиция начинается с гитарного соло, постепенно разворачиваясь к одновременной игре шести и больше исполнителей так, как, например, это происходит в композиции «Genesis» из альбома The Beyond группы Cult of Luna. Также композиция может начаться внезапным погружением в открыто агрессивную атмосферу от самого начала. Такие песни в чём-то выходят за пределы жанра, тем не менее и они, как правило, имеют определенные фрагменты спокойного звучания. Соответствующие примеры — «False Light» из альбома Oceanic группы Isis, «Australasia» из альбома Australasia группы Pelican, или «Monstrously Low Tide» из альбома «Leaving Your Body Map» группы maudlin of the Well.

### Обложки альбомов
Большинство групп пост-метала используют похожую образность при оформлении обложек альбомов. Это изображение океанических существ (как осьминоги, кальмары, киты или мифические левиафаны), пейзажи и изображение облачного неба. Журнал Terrorizer отмечает, что альбом Oceanic имеет «довольно похожий водный пейзаж», как и альбом Salvation группы Cult of Luna, подчеркивая мотив бесконечных морских пространств.

## Критика
Поскольку пост-метал — направление довольно новое и охватывает творчество небольшого количества исполнителей, потребность в применении термина «пост-метал» для классификации музыки подвергается сомнению со стороны критиков. И вдобавок жанр имеет много общего с такими течениями, как прогрессивный метал, сладж-метал и стоунер-метал. Другие, однако, доказывают, что элементы этих направлений представлены особым образом, который отличает пост-метал от других и требует применения отдельного термина.
Участник группы Pelican Тревор де Бро (Trevor de Brauw) отмечает: 
Меня привлекает метал, однако я не думаю, что Pelican является метал-группой. Когда нас называют 'инструментал' или пост-метал, или металкор или что-то подобное, я могу понять, почему это случается, однако не ощущаю тесную связь... На мой взгляд, наша музыка имеет значительно больше общего с панком или хардкором.
Также по мнению критиков эстетическое сходство в исполнении и оформлении альбомов не может быть определяющей для отнесения небольшого количества групп к пост-металу, как отдельного направления. Творцом этой образности считают группу Isis, тем не менее группы, которые использовали подобную образность и играли в подобном стиле существовали ещё до того, тогда как Isis популяризировали пост-метал.